# 2008-as motokrossz cseh nagydíj

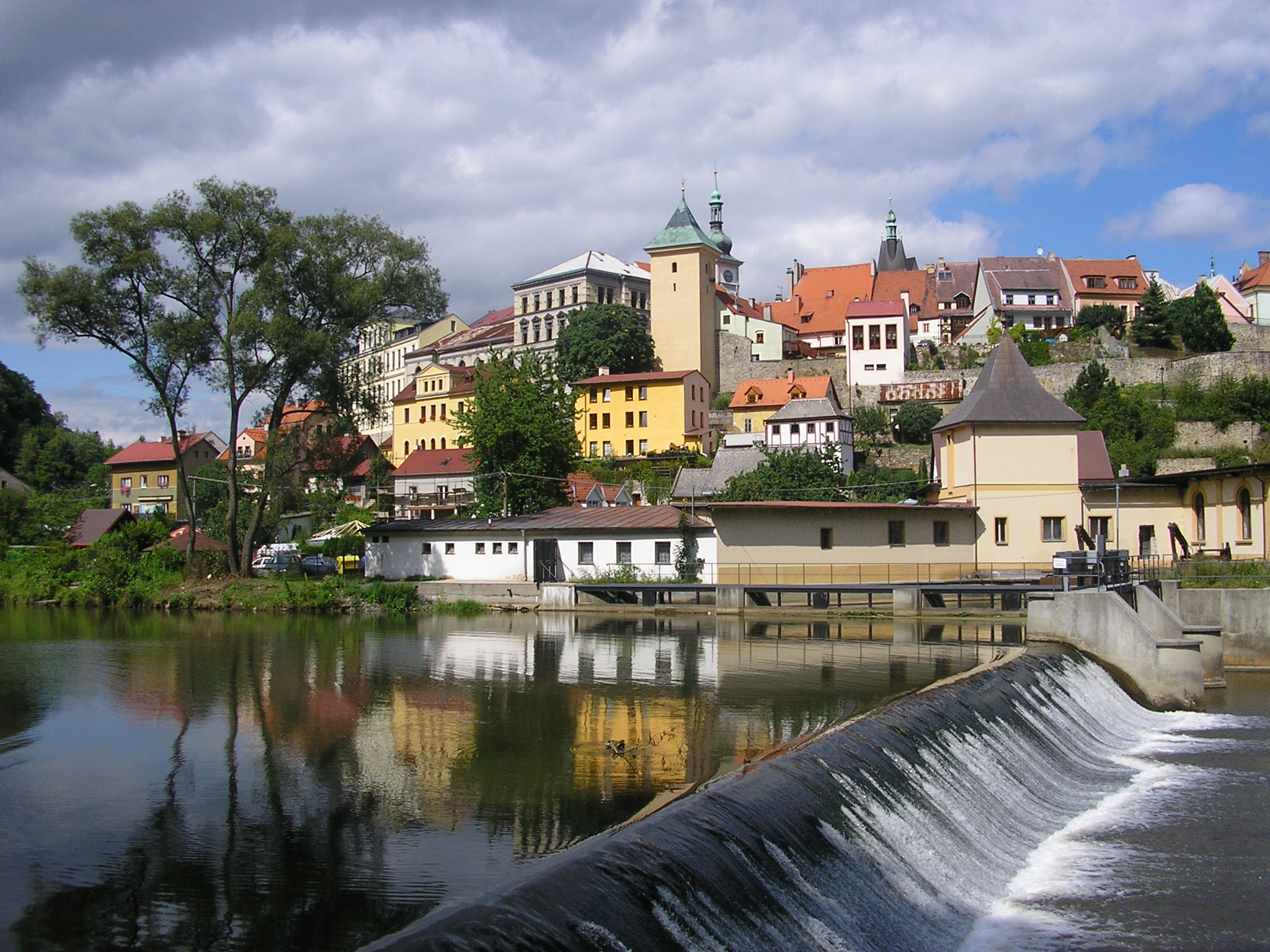
A 2008-as világbajnokság helyszíne, Loket.

A cseh nagydíj a 2008-as FIM motokrossz-világbajnokság 12. versenye volt. 2008. augusztus 8. és augusztus 9. között rendezték meg Loket település közelében fekvő motokrossz pályán. Az MX1-es kategóriában az olasz David Philippaerts, az MX2-esek között az angol Tommy Searle tudott diadalmaskodni. 
Egyetlen magyar MX1-es versenyzőnk Németh Kornél a 11. lett.

## Futam

### MX1
| Helyezés | #   | Versenyző          | Motor    | 1. futam | 2. futam | Össz |
| -------- | --- | ------------------ | -------- | -------- | -------- | ---- |
| 1        | 19  | David Philippaerts | Yamaha   | 20       | 25       | 45   |
| 2        | 90  | Sébastien Pourcel  | Kawasaki | 16       | 22       | 38   |
| 3        | 7   | Jonathan Barragan  | KTM      | 22       | 16       | 38   |
| 4        | 12  | Maximilian Nagl    | KTM      | 25       | 12       | 37   |
| 5        | 11  | Steve Ramon        | Suzuki   | 18       | 18       | 36   |
| 6        | 9   | Ken de Dycker      | Suzuki   | 13       | 20       | 33   |
| 7        | 8   | Tanel Leok         | Kawasaki | 15       | 15       | 30   |
| 8        | 25  | Clément Desalle    | Suzuki   | 12       | 13       | 25   |
| 9        | 6   | Joshua Coppins     | Yamaha   | 14       | 11       | 25   |
| 10       | 32  | Manuel Priem       | Kawasaki | 10       | 14       | 24   |
| 11       | 108 | Németh Kornél      | KTM      | 11       | 9        | 20   |
| 12       | 20  | Gregory Aranda     | Kawasaki | 9        | 10       | 19   |
| 13       | 60  | Brad Anderson      | Suzuki   | 8        | 6        | 14   |
| 14       | 111 | Aigar Leok         | Yamaha   | 5        | 8        | 13   |
| 15       | 141 | Steve Boniface     | Honda    | 7        | 5        | 12   |
| 16       | 23  | Alex Salvini       | Suzuki   | 4        | 7        | 11   |
| 17       | 14  | Marc de Reuver     | Honda    | 6        | 4        | 10   |
| 18       | 161 | Kevin Strijbos     | Kawasaki | 0        | 3        | 3    |
| 19       | 179 | Martin Michek      | Honda    | 3        | 0        | 3    |
| 20       | 24  | Tom Church         | Kawasaki | 0        | 2        | 2    |
| 21       | 115 | Carlos Campano     | Yamaha   | 2        | 0        | 2    |
| 22       | 102 | Jiri Cepelak       | Yamaha   | 0        | 1        | 1    |
| 23       | 121 | Alessio Chiodi     | TM       | 1        | 0        | 1    |

### MX2
| Helyezés | #   | Versenyző           | Motor    | 1. futam | 2. futam | Össz |
| -------- | --- | ------------------- | -------- | -------- | -------- | ---- |
| 1        | 2   | Tommy Searle        | KTM      | 22       | 25       | 47   |
| 2        | 4   | Tyla Rattray        | KTM      | 25       | 22       | 47   |
| 3        | 22  | Anthony Boissiere   | KTM      | 16       | 20       | 36   |
| 4        | 131 | Nicolas Aubin       | Yamaha   | 20       | 15       | 35   |
| 5        | 7   | Stephen Sword       | Kawasaki | 18       | 16       | 34   |
| 6        | 183 | Steven Frossard     | Kawasaki | 15       | 18       | 33   |
| 7        | 10  | Rui Goncalves       | KTM      | 13       | 11       | 24   |
| 8        | 13  | Manuel Monni        | Yamaha   | 10       | 13       | 23   |
| 9        | 121 | Xavier Boog         | Suzuki   | 11       | 10       | 21   |
| 10       | 81  | Jeremy Tarroux      | KTM      | 12       | 9        | 21   |
| 11       | 34  | Joel Roelants       | KTM      | 14       | 1        | 15   |
| 12       | 39  | Davide Guarneri     | Yamaha   | 0        | 14       | 14   |
| 13       | 501 | Alessandro Lupino   | Yamaha   | 9        | 4        | 13   |
| 14       | 89  | Jeremy van Horebeek | KTM      | 0        | 12       | 12   |
| 15       | 23  | Carl Nunn           | Suzuki   | 5        | 7        | 12   |
| 16       | 8   | Matti Seistola      | Honda    | 0        | 8        | 8    |
| 17       | 45  | Jake Nicholls       | Suzuki   | 8        | 0        | 8    |
| 18       | 37  | Gert Krestinov      | KTM      | 4        | 3        | 7    |
| 19       | 25  | Marvin Musquin      | Honda    | 7        | 0        | 7    |
| 20       | 44  | Elliot Banks-Browne | Suzuki   | 0        | 6        | 6    |
| 21       | 46  | Jason Dougan        | Suzuki   | 6        | 0        | 6    |
| 22       | 338 | Zach Osbourne       | Yamaha   | 0        | 5        | 5    |
| 23       | 519 | Loic Rombaut        | Kawasaki | 3        | 2        | 5    |
| 24       | 87  | Gunter Schmidlinger | Honda    | 2        | 0        | 2    |
| 25       | 92  | Petr Smitka         | Yamaha   | 1        | 0        | 1    |

- A pontozásról bővebben a motokrossz-pontozási rendszer cikkben lehet tájékozódni.